# Nephrolepis brownii
Nephrolepis brownii är en spjutbräkenväxtart som först beskrevs av Nicaise Augustin Desvaux och som fick sitt nu gällande namn av Peter Hans Hovenkamp och Miyam.
Nephrolepis brownii ingår i släktet Nephrolepis och familjen Nephrolepidaceae. Inga underarter finns listade i Catalogue of Life.